# Bazenheid
Bazenheid est une localité située dans la commune saint-galloise de Kirchberg, en Suisse

Photo aérienne (1948)